# Spółka wodna
Spółka wodna – osoba prawna, tworzona na podstawie Prawa wodnego w celu zaspokajania niektórych potrzeb w zakresie gospodarowania wodami.

## Spółka wodna w świetle Ustawy wodnej z 1922 r.
Spółki wodne charakteryzują się długą tradycja. Pierwsze regulacje prawne przyjęto w XIX w. na ziemiach polskich pod zaborami, zwłaszcza w zaborze  pruskim i austriackim. Zrzeszeniom rolników zgrupowanych w celu poprawa stosunków wodnych na użytkach rolnych nadano nazwę  towarzystwa wodne.
W okresie międzywojennym - z uwagi na rangę i znaczenie gospodarki wodną - przyjęto ustawę wodną w 1922 r., która sankcjonowała funkcjonowaniu spółek wodnych i związków wałowych. 

### Podstawowe cele spółki wodnej
Spółki wodne tworzone były:
- dla osuszania gruntów rowami i drenami, nawodnienia, namulanie i podnoszenie gruntów, uprawy i eksploatacji torfowisk, eksploatacji gospodarstw rybnych, budowy i utrzymania zakładów dla piętrzenia wody i wykorzystani siły  napędowej wody,
- dla regulacji i utrzymania wód płynących, a w szczególności wytworzenia łożyska dla poprawy odpływu i odprowadzenia wielkiej wody, zabezpieczenia brzegów, usunięcia przeszkód w odpływie wielkiej wody, budowy i utrzymanie celem ochrony przed powodziami,
- dla uspławnienia wód płynących dla statków i tratew oraz dla budowy i utrzymania nowych dróg żeglownych i spławnych,
- dla zakładania, utrzymania i użytkowania urządzeń dla zaopatrzenia w wodę do picia i do użytku gospodarczego,
- dla utrzymania istniejących urządzeń melioracyjnych.

### Utworzenie spółki wodnej
Warunkiem utworzenia spółki wodnej było złożenie dowodu, że przedsięwzięcie służy dla dobra publicznego i ma na celu wspólny gospodarczy pożytek. Utworzenie spółki następowało dobrowolnie, poprzez zatwierdzenie statutu na podstawie zgody wszystkich zainteresowanych stron. Organy administracyjne miały uprawnienia do tworzenia tzw. przymusowych spółek wodnych oraz do przymusowego włączenia podmiotów gospodarczych. 
Związek był osobą prawną i miał zarząd jednoosobowy lub składał się z wielu osób. Jeżeli zarząd korzystał z zapomóg Państwa lub ciał samorządowych, wówczas odpowiedni udział mieli przedstawicieli tych organów.

## Spółka wodna w świetle Prawa wodnego z 1962 r.
W PRL przez dłuższy okres korzystano z ustawodawstwa międzywojennego. Ustawa wodna spełniała bowiem kryteria regulacyjne i prawne gospodarki wodnej.  
Spółka wodna powołana na podstawie prawa wodnego z 1962 r. była osobą prawną. Osobowość prawną spółka nabywano poprzez wpisanie do księgi wodnej. Organy administracji wodnej sprawowały nadzór i kontrolę nad działalnością spółek wodnych.

### Cel powołania spółki wodnej
Spółki wodne tworzone była dla budowy, utrzymania i eksploatacji:
- urządzeń melioracji wodnych oraz prowadzenia racjonalnej gospodarki na zmeliorowanych terenach,
- urządzeń do zaopatrywania w wodę ludności gromad (wsi) oraz urządzeń kanalizacyjnych dla potrzeb tej ludności,
- urządzeń do zaopatrzenia zakładów w wodę i ochrony zakładów przed wodą,
- urządzeń dla ochrony wód przed zanieczyszczeniem i wykorzystania substancji zawartych w ściekach,
- urządzeń do wykorzystania wody dla celów energetycznych i przeciwpożarowych.

### Członkowie spółki wodnej
Członkami spółki wodnej były:
- przedsiębiorstwa państwowe,
- organizacje spółdzielcze,
- kółka rolnicze,
- osoby fizyczne,
- osoby prawne nie będące jednostkami gospodarki uspołecznionej.

### Utworzenie spółki wodnej
Utworzenie spółki wodnej następowało:
- w drodze dobrowolnego porozumienia osób zainteresowanych,
- na podstawie decyzji wojewódzkiego organu administracji wodnej o utworzeniu spółki wodnej,
- na podstawie decyzji powiatowego organu administracji wodnej, jeżeli za utworzeniem spółki wypowiadała się większość osób zainteresowanych.

### Warunki utworzenia spółki wodnej
Do utworzenia spółki wodnej w drodze dobrowolnego porozumienia potrzebne było:
- uchwalenie statutu spółki przez osoby zainteresowane,
- dokonania wyboru organów spółki,
- zatwierdzenia statutu spółki przez właściwy organ administracji wodnej,
- wpisu spółki do księgi wodnej.

### Pomoc Państwa dla spółek
Pomoc Państwa dla spółek wodnych polegała na:
- udzielaniu dotacji,
- udzielaniu kredytu,
- zapewnieniu odpłatnego zaopatrzenia w materiały i maszyny,
- przekazywaniu terenów pod budowę urządzeń spółki,
- dostarczaniu nieodpłatnie projektów obiektów budowlanych spółek oraz na nadzorze technicznym nad wznoszeniem tych obiektów,
- umożliwieniu powierzenia robót budowlanych i innych państwowym jednostkom wykonawczym.

### Statut spółki wodnej
Statut spółki wodnej określał:
- nazwę i siedzibę spółki oraz teren jej działalności,
- cel spółki oraz sposób i środki dla osiągnięcia tego celu,
- zasady ustalania wysokości składek i świadczeń oraz sposób ich wnoszenia,
- prawa i obowiązki członków spółki oraz ograniczenia praw członków dotyczące gruntów i obiektów, budowlanych gospodarki wodnej, należących do członków spółki, które były niezbędne dla wykonywania zadań spółki,
- uprawnienia zarządu spółki do wykonania na koszt członka spółki świadczeń lub prac, do których był zobowiązany w myśl statutu spółki, a których nie wykonał w ustalonym terminie,
- organy spółki, sposób ich powoływania i zakres działania,
- czas trwania spółki,
- postanowienia dotyczące rozwiązania i likwidacji spółki.

### Organy spółki wodnej
Organami spółki wodnej było:
- walne zgromadzenie członków,
- zarząd,
- komisja rewizyjna.

### Księga wodna
Księgi wodne służyły do wpisu:
- praw dotyczących szczególnego korzystania z wody na podstawie pozwolenia wodnoprawnego z określeniem obiektów budowlanych gospodarki wodnej, których pozwolenie dotyczyło,
- spółek wodnych i związków spółek wodnych,
- prawa do rybołówstwa w wodach, stanowiących własność Państwa,
- ograniczenia korzystania z wód w strefach ochronnych wód.

Wpis spółki wodnej do księgi wodnej zawierał:
- nazwę i siedzibę spółki oraz teren jej działalności,
- cel spółki oraz sposób i środki dla osiągnięcia tego celu,
- imiona i nazwiska członków zarządu oraz sposób reprezentowania spółki,
- czas trwania spółki.

## Spółki wodne w świetle Prawa wodnego z 1974 r.
W  1974 r. znowelizowano Prawo wodne poprzez dodanie celów tworzenia spółek wodnych. Spółki wodne były tworzone dla wykonania, utrzymania i eksploatacji urządzeń:
- melioracji wodnych oraz prowadzenia racjonalnej gospodarki na zmeliorowanych terenach,
- zaopatrzenia w wodę,
- służących do odprowadzania ścieków oraz ochrony wód przed zanieczyszczeniem i wykorzystania substancji zawartych w ściekach, służących do wykorzystania wody do celów przeciwpożarowych, a także zabudowy kanałów oraz utrzymania rzek, potoków i innych cieków wodnych.

## Tworzenie spółki wodnej w świetle Prawa wodnego z 2001 r.
Utworzenie spółki wodnej następuje poprzez sporządzenie pisemnej umowy pomiędzy co najmniej trzema osobami fizycznymi lub prawnymi. Założyciele uchwalają statut spółki oraz dokonują wyboru zarządu i innych organów spółki. Spółki wodne podlegają nadzorowi starosty. Starosta zatwierdza statut spółki w drodze decyzji. Spółka wodna nabywa osobowość prawną z chwilą uprawomocnienia się decyzji starosty o zatwierdzeniu statutu. Spółki wodne nie działają w celu osiągnięcia zysku, ale mogą wypracowywać zysk netto, który musi być przeznaczony na cele statutowe spółki.

## Działalność
Spółki wodne są tworzone w szczególności do wykonywania, utrzymywania oraz eksploatacji urządzeń służących do:
- zapewnienia wody dla ludności w tym uzdatniania i dostarczania wody,
- ochrony wód przed zanieczyszczeniem w tym odprowadzania i oczyszczania ścieków,
- ochrony przeciwpowodziowej,
- melioracji wodnych oraz prowadzenia racjonalnej gospodarki na terenach zmeliorowanych,
- wykorzystywania wody do celów przeciwpożarowych,
- utrzymywania wód.

Spółki wodne nie mogą prowadzić działalności w zakresie uregulowanym ustawą o zbiorowym zaopatrzeniu w wodę i zbiorowym odprowadzeniu ścieków. Spółka wodna odpowiada za swoje zobowiązania całym majątkiem natomiast członek spółki wodnej nie odpowiada za zobowiązania spółki.
Pierwsze spółki wodne na ziemiach polskich powstały ok. połowy XIX w.

## Finansowanie działalności spółki
- Spółka wodna powinna być finansowana ze składek członków.
- Spółka wodna może generować zysk który powinien zostać przeznaczony tylko i wyłącznie na działania statutowe spółki.
- Spółki wodne mogą korzystać z pomocy państwa oraz jednostek samorządu terytorialnego, w formie dotacji podmiotowych z budżetu państwa oraz dotacji jednostki samorządu terytorialnego, stosownie do wymagań przewidzianych przepisami o finansach publicznych.